# Joshua J. Ballard
Joshua J. Ballard ist ein kanadischer Schauspieler und Synchronsprecher der 2000er bis späten 2010er Jahre.

## Leben
Ballard gab sein Filmschauspieldebüt als Kinderdarsteller im Fernsehfilm A Bear Named Winnie. Es folgten in den nächsten Jahren Besetzungen in verschiedenen Kurzfilm- und Spielfilmproduktionen. Er trat als Episodendarsteller unter anderen in den Fernsehserien Good Night Time, Psych und R. L. Stine’s The Haunting Hour in Erscheinung. 2014 wirkte er in zwei Episoden der Fernsehserie Falling Skies mit. Im selben Jahr übernahm er eine der Hauptrollen im Fernsehfilm Jack Parker – Nicht schwindelfrei. Ein Jahr später stellte er in der Fernsehserie Detective McLean in zwei Episoden die wiederkehrende Rolle des Jake Perkins dar. 2015 spielte er im Katastrophenfernsehfilm Asteroid – Zerstörung aus dem All die größere Rolle des Kyle Thomas dar. Zuletzt wirkte er als Filmschauspieler 2018 in der Filmproduktion Violentia in der größeren Rolle des Jack Wyatt mit.
Daneben ist Ballard auch als Synchronsprecher zu hören und war unter anderen 2010 in einer Episode der Animationsserie Dino-Zug zu hören. 2014 war er im Animationsfilm Mune, der Wächter des Mondes in der Hauptrolle des Mune zu hören.

## Filmografie (Auswahl)

### Schauspiel
- 2004: A Bear Named Winnie (Fernsehfilm)
- 2005: Bad Blood (Kurzfilm)
- 2006: Engaged to Kill (Fernsehfilm)
- 2007: White Noise: Fürchte das Licht (White Noise 2: The Light)
- 2007: Good Night Time (Fernsehserie, Episode 3x04)
- 2008: Psych (Fernsehserie, Episode 3x03)
- 2011: R. L. Stine’s The Haunting Hour (Fernsehserie, Episode 2x03)
- 2012: Gregs Tagebuch 3 – Ich war’s nicht! (Diary of a Wimpy Kid: Dog Days)
- 2012: Becoming Redwood
- 2013: Wenn die Liebe siegt – Aufbruch nach Westen (When Calls the Heart, Fernsehfilm)
- 2013: R. L. Stine’s The Haunting Hour (Fernsehserie, Episode 3x19)
- 2013: Entertainment (Kurzfilm)
- 2014: Falling Skies (Fernsehserie, 2 Episoden)
- 2014: Grace
- 2014: Jack Parker – Nicht schwindelfrei (Pants on Fire, Fernsehfilm)
- 2015: Detective McLean (Fernsehserie, 2 Episoden)
- 2015: Asteroid – Zerstörung aus dem All (Meteor Assault, Fernsehfilm)
- 2016: Love in Paradise (Fernsehfilm)
- 2016: Shut Eye (Fernsehserie, Episode 1x02)
- 2018: Violentia

### Synchronisationen
- 2010: Dino-Zug (Dinosaur Train, Animationsserie, Episode 1x22)
- 2014: Mune, der Wächter des Mondes (Mune: Le Gardien de la Lune, Animationsfilm)
- 2015: Superbuch (Superbook, Animationsfernsehserie, Episode 3x06)